# Rubén Calderón Bouchet
Rubén Calderón Bouchet (Chivilcoy, Buenos Aires, 1918 - Mendoza, 2012) foi um filósofo, professor e pensador tradicionalista argentino. Cultivou, com grande finura, a história do pensamento político em chave de leitura metafísico-teológica. Defensor do tradicionalismo religioso do arcebispo francês dom Marcel Lefebvre, pode ser considerado, em matéria de política, um tradicionalista hispânico.

## Biografia
Nascido em Chivilcoy em 1918, depois de uma juventude aventureira em que foi vendedor ambulante de pêssegos em Berisso, subtenente da reserva da Cavalaria de Correntes e agente de polícia em San Juan, é levado a Mendoza por seu irmão Daniel, médico nesta mesma cidade. Ali, converte-se ao catolicismo.
Estudou na Universidade Nacional de Cujo, em Mendoza, da qual seria professor até sua aposentadoria.
Fez parte do chamado Grupo Soaje que, sob a tutela de Guido Soaje Ramos, se consolidou como um agrupamento político-intelectual que chegou a ocupar uma cadeira no Congresso. Ainda neste círculo, consolidou sua amizade intelectual com pensadores nesse círculo cimentó amizade intelectual com pensadores cuyanos de inestimável valor, como Jorge Comadrán Ruiz, Denis Cardozo Biritos, Dardo Pérez Guilhou, Enrique Díaz Araujo e o francês Alberto Falcionelli.
Próximo ao carlismo, escreveu sobre Vázquez de Mella. Sixto Enrique de Borbón fez, de Calderón, cavaleiro da Ordem da Legitimidade Proscrita.
É pai do teólogo e filósofo tomista Álvaro Calderón, sacerdote da Fraternidade Sacerdotal São Pio X (FSSPX).

## Obras
- Bouchet, Rubén (1966). Ensayo sobre la formación y decadencia de la ciudad griega. Mendoza: Instituto de Historia, Universidad Nacional de Cuyo
- Bouchet, Rubén (1966). Tradición, revolución y restauración en el pensamiento político de Don Juan Vázquez de Mella. [S.l.]: Nuevo Orden
- Bouchet, Rubén (1967). La contrarrevolucion en Francia. Buenos Aires: Librería Huemul
- Bouchet, Rubén (1971). La formación de la ciudad cristiana (ensayo de inerpretación). Mendoza: Instituto de Ciencias Políticas
- Bouchet, Rubén (1973). Los fundamentos espirituales de la ciudad cristiana. Mendoza: Comisión Asesora para la Investigación, Universidad Nacional de Cuyo
- Bouchet, Rubén (1973). Sobre las causas del orden político. Mendoza: Instituto de Ciencias Políticas
- Bouchet, Rubén (1976). Apogeo de la ciudad cristiana. Mendoza: Instituto de Ciencias Políticas, Universidad Nacional de Cuyo
- Bouchet, Rubén (1977). La decadencia de la ciudad cristiana. Mendoza: Centro de Investigaciones, Universidad Nacional de Cuyo